# Леонард (Міннесота)
Леонард (англ. Leonard) — місто (англ. city) в США, в окрузі Клірвотер штату Міннесота. Населення — 41 осіб (2010).

## Географія
Леонард розташований за координатами 47°39′4″ пн. ш. 95°16′1″ зх. д. / 47.65111° пн. ш. 95.26694° зх. д. (47.651225, -95.266822).  За даними Бюро перепису населення США в 2010 році місто мало площу 1,13 км², уся площа — суходіл. В 2017 році площа становила 1,20 км², з яких 1,20 км² — суходіл та 0,00 км² — водойми.

## Демографія
Згідно з переписом 2010 року, у місті мешкала 41 особа в 19 домогосподарствах у складі 12 родин. Густота населення становила 36 осіб/км².  Було 21 помешкання (19/км²).
Расовий склад населення:
| - 100,0 % — білих |

До двох чи більше рас належало 0,0 %. Частка іспаномовних становила 0,0 % від усіх жителів.
За віковим діапазоном населення розподілялося таким чином: 24,4 % — особи молодші 18 років, 56,1 % — особи у віці 18—64 років, 19,5 % — особи у віці 65 років та старші. Медіана віку мешканця становила 39,5 року. На 100 осіб жіночої статі у місті припадало 95,2 чоловіків;  на 100 жінок у віці від 18 років та старших — 106,7 чоловіків також старших 18 років.
Середній дохід на одне домашнє господарство  становив 50 419 доларів США (медіана — 41 875), а середній дохід на одну сім'ю — 51 886 доларів (медіана — 52 500). 
Цивільне працевлаштоване населення становило 25 осіб. Основні галузі зайнятості: виробництво — 28,0 %, освіта, охорона здоров'я та соціальна допомога — 24,0 %, будівництво — 20,0 %.